# 上施特多夫哈默峰

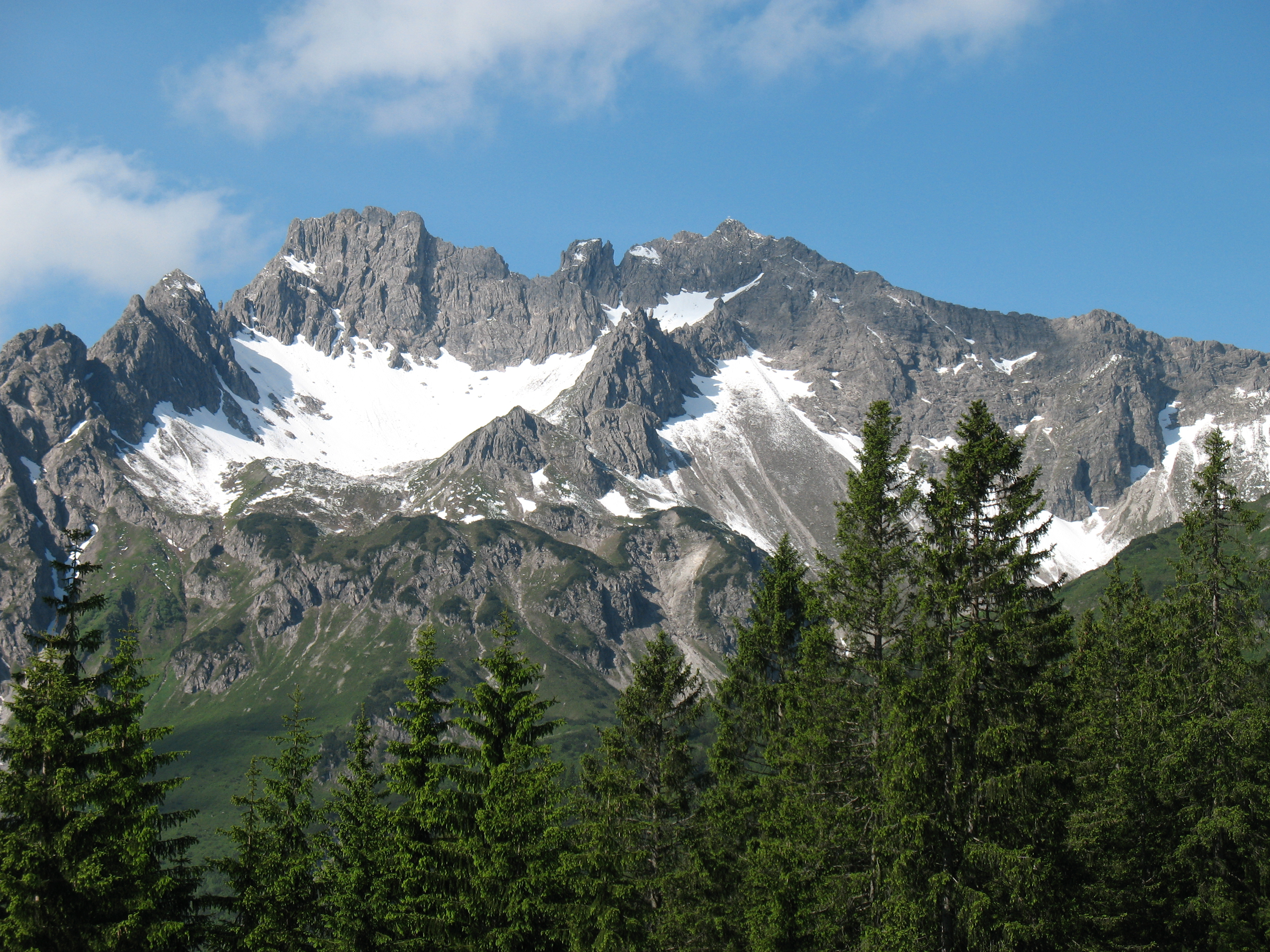

47°19′08″N 10°12′39″E / 47.3190°N 10.2109°E
上施特多夫哈默峰（德語：Oberstdorfer Hammerspitze），是中歐的山峰，位於奧地利和德國接壤的邊境，屬於阿爾高阿爾卑斯山脈的一部分，距離德里特沙法爾蓬山0.9公里，海拔高度2,260米，每年平均降雨量1,730毫米。